# Fabien Gilot
Fabien Pierre Aurélien Dominique Gilot (ur. 27 kwietnia 1984 w Denain) – francuski pływak specjalizujący się w stylu dowolnym, mistrz olimpijski, mistrz świata na krótkim basenie, mistrz Europy na długim i krótkim basenie.
Do największych osiągnięć Gilota zalicza się zdobycie trzech medali podczas igrzysk olimpijskich. W 2008 roku wywalczył drugie miejsce w Pekinie w sztafecie 4 × 100 m stylem dowolnym. Cztery lata później wygrał złoty medal w tej samej konkurencji. Podczas igrzysk olimpijskich w Rio de Janeiro wywalczył srebrny medal ponownie w sztafecie kraulowej 4 × 100 m.
Na mistrzostwach świata Gilot ma w swoim dorobku pięć medali, dwa srebrne oraz trzy brązowe, wszystkie w konkurencjach sztafetowych. Podczas mistrzostw świata na krótkim basenie Francuz w 2010 roku wywalczył złoty medal w Dubaju w sztafecie 4 × 100 m stylem dowolnym. Na tej samej imprezie zdobył ponadto srebrny medal w wyścigu na 100 m stylem dowolnym oraz brązowy w sztafecie 4 × 200 m stylem dowolnym.
Gilot jest również mistrzem Europy z Budapesztu w sztafecie 4 × 100 m stylem zmiennym. Francuz wygrał również podczas mistrzostw Europy jeden srebrny medal oraz trzy brązowe.
W 2008 roku w Rijece Gilot zdobył złoty medal na mistrzostwach Europy na krótkim basenie w wyścigu  4 × 50 m stylem dowolnym oraz srebrny na dystansie 100 m stylem dowolnym.